# Rosgartenstraße (Konstanz)

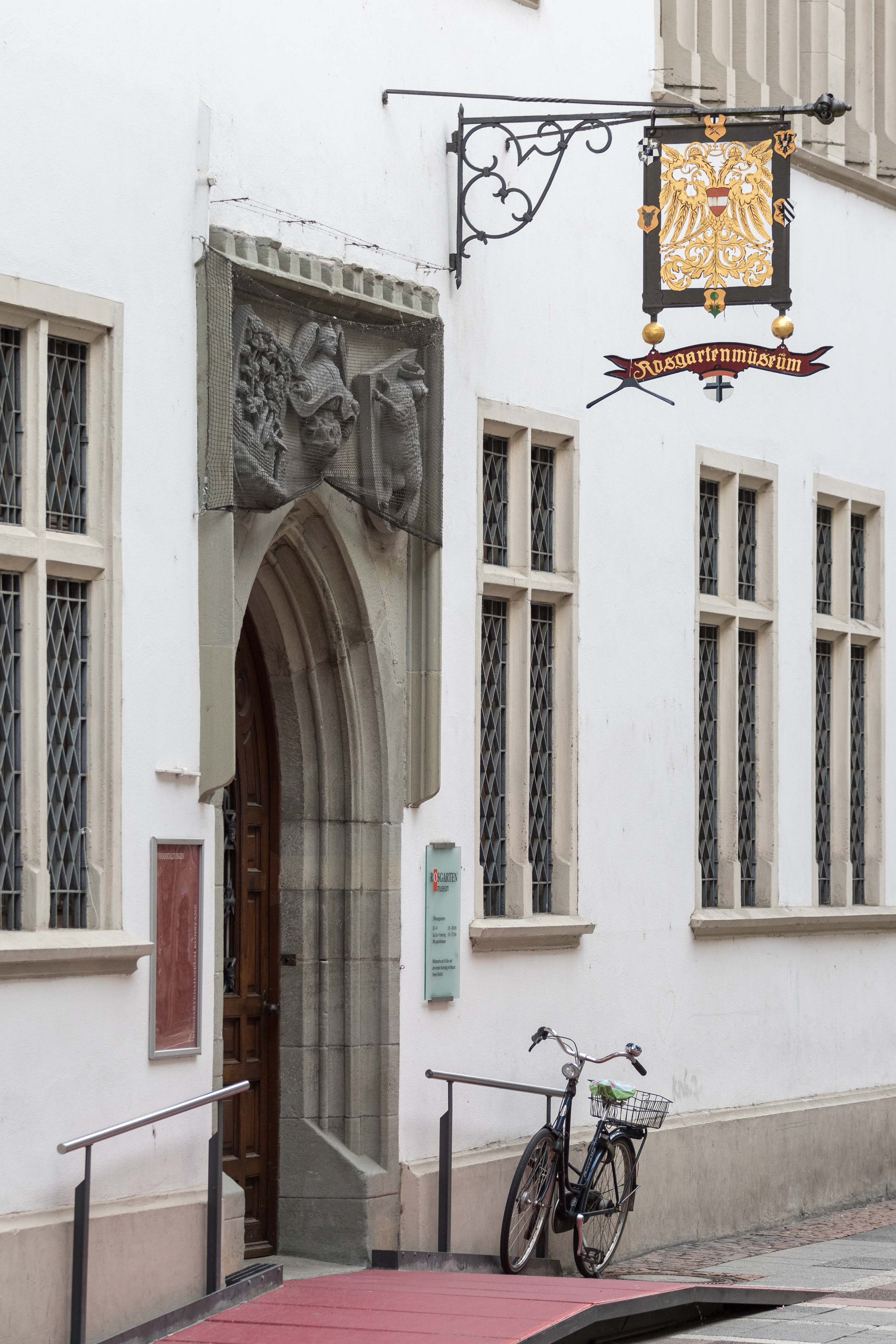
Über dem Eingang zum Rosgartenmuseum hängt ein österreichisches Wappen.

Die Rosgartenstraße ist eine Straße in der linksrheinischen Altstadt von Konstanz und ist nach dem Zunfthaus „Zum Rosengarten“ benannt. Im ehemaligen Zunfthaus ist jetzt das Rosgartenmuseum untergebracht. Sie verbindet die Marktstätte und die Bodanstraße miteinander.

## Charakter der Rosgartenstraße
Sie hieß bis 1876 Augustinerstraße. In der Rosgartenstraße befinden sich mehrere Häuser mit Häusernamen. Georg Elser nahm bei seiner Flucht die Route über die Rosgartenstraße.

### Rosgartenstraße als erste Fußgängerzone
Am 22. September 1971 wurde die Rosgartenstraße als erste Fußgängerstraße in Konstanz eingeweiht. Die Mehrheit der Anwohner und Geschäftsleute hatte sich dafür ausgesprochen. Mit Cafés, Arztpraxen und Geschäften entwickelte sie sich zur Einkaufsmeile.

### Abschnitt Marktstätte bis Bahnhofstraße

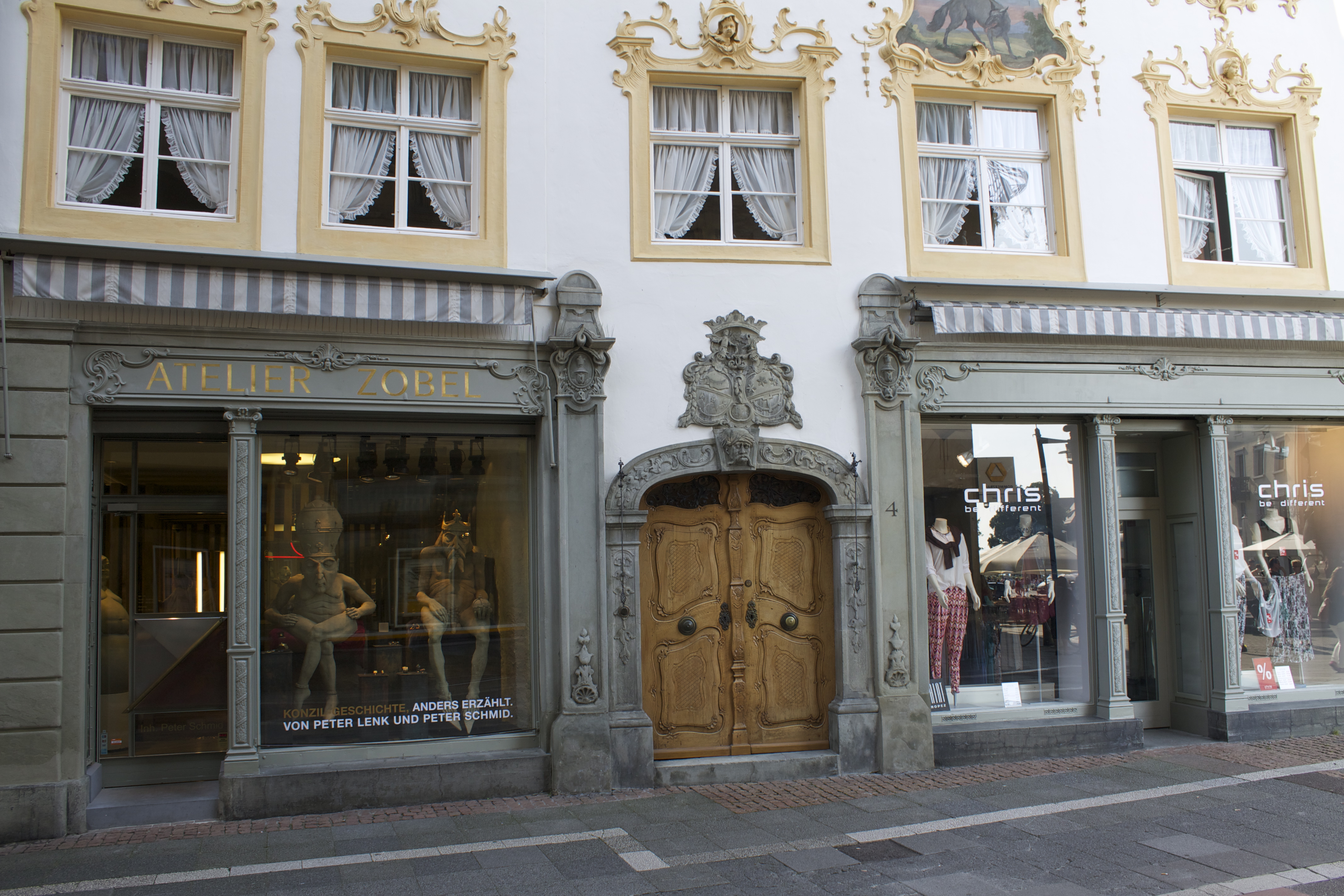
Haus zum Wolf mit Rokoko-Fassade (1774), Rosgartenstraße 4, Konstanz

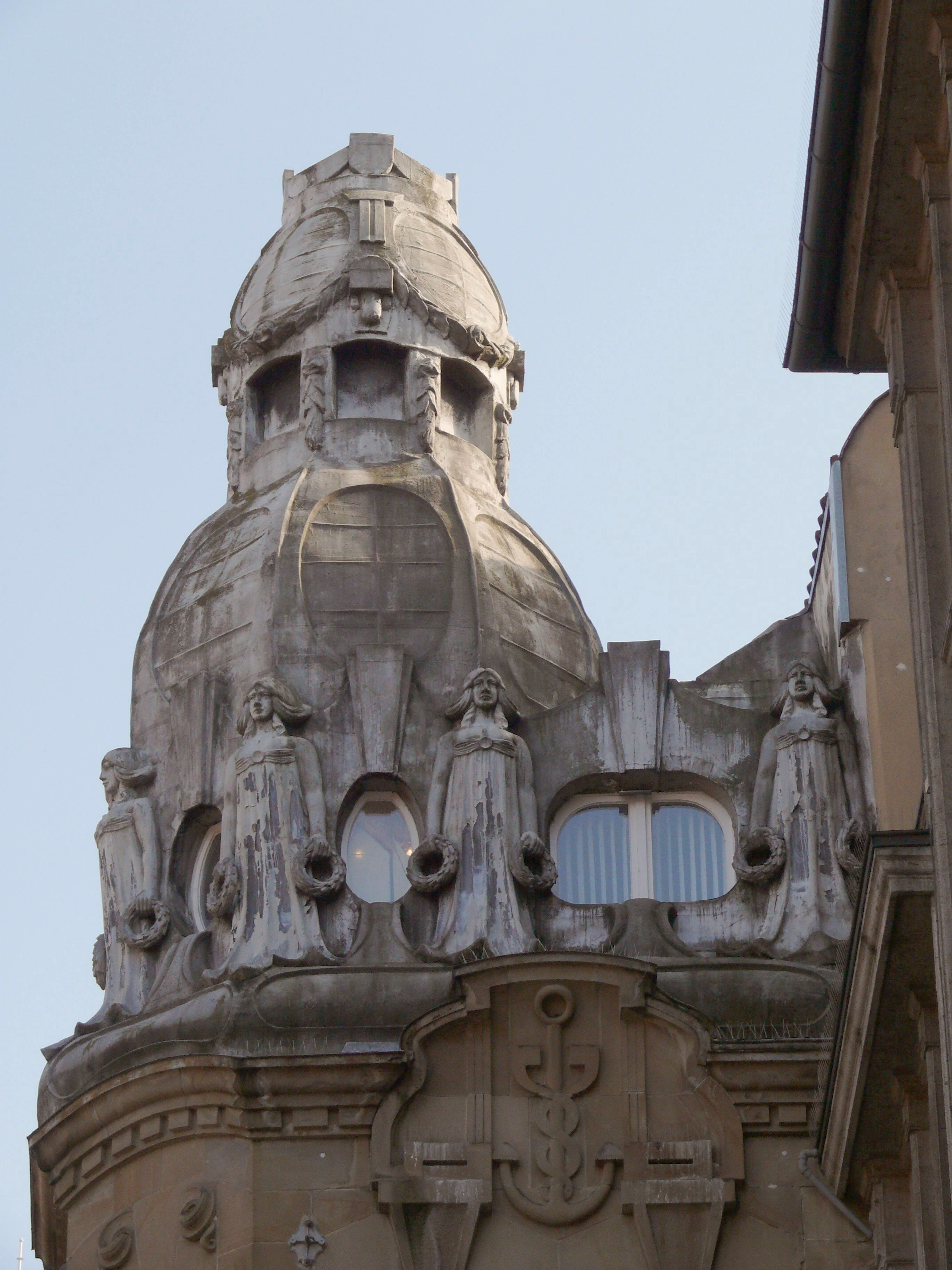
Jugendstilhaus, datiert 1907, heute Apotheke, Konstanz, Rosgartenstraße 16.
Inschrift: "Hans Dahme / Architekt / 1907"

Hier befinden sich in der Rosgartenstraße 4 das Haus im Rokokostil Zum Wolf und in der Rosgartenstraße 3–5 das Rosgartenmuseum. In der Rosgartenstraße 16 steht ein Jugendstilhaus mit Figuren am Giebel, erbaut 1907 von Hans Dahme. In der Rosgartenstraße 18 folgt das Haus zum weißen Pfau der früheren Patrizier-Familie Ehinger. Das Haus in der Rosgartenstraße 20 weist das Hauszeichen Zum Alber auf. An der Stelle der Rosgartenstraße 27 stand das Schlachttor, das 1872 abgerissen wurde.

### Abschnitt Bahnhofstraße bis Bodanstraße
Die Straße tangiert die Dreifaltigkeitskirche (Konstanz). Es folgen mehrere moderne Gebäude mit Geschäften.

## Stolpersteine
In der Rosgartenstraße wurden mehrere Stolpersteine verlegt.

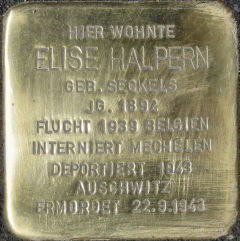
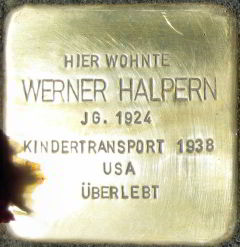
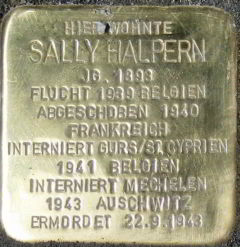
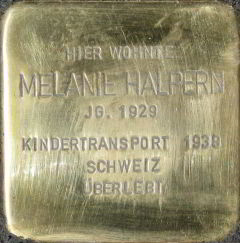
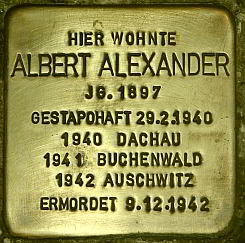

## Filme
- fichtenzaepfle: Bodensee Konstanz C&A - Blick von oben auf die Rosgartenstraße in der Innenstadt Altstadt bei YouTube